# Finale à la barre fixe des championnats du monde de gymnastique artistique
Le concours individuel de barre fixe est une épreuve des Championnats du monde de gymnastique artistique s'étant tenue depuis 1903.
Trois médailles sont décernées : la médaille d'or pour la première place, la médaille d'argent pour la deuxième place, et la médaille de bronze pour la troisième place. Il n'y a jamais eu de cas d'égalité. En cas d'égalité entre deux gymnastes, la place est attribuée aux deux sportifs et la position suivante (seconde si égalité pour la première place, troisième si égalité en seconde place) est laissée vacante. Si trois gymnastes sont ex æquo, les deux places suivantes sont laissées vacantes.

## Médaillés
| Édition   | Lieu                                       | Or                                             | Argent                                                                                    | Bronze                                                  |
| --------- | ------------------------------------------ | ---------------------------------------------- | ----------------------------------------------------------------------------------------- | ------------------------------------------------------- |
| 1903      | Anvers                                     | Josef Martinez (FRA)                           | Charles Van Hulle (BEL) Jules Lecoutre (FRA) Pierre Paysse (FRA)                          | -                                                       |
| 1905      | Bordeaux                                   | Marcel Lalue (FRA)                             | Josef Martinez (FRA)                                                                      | Pierre Paysse (FRA) Lucien Démanet (FRA)                |
| 1907      | Prague                                     | Georges Charmoille (FRA) František Erben (BOH) | -                                                                                         | Jules Rolland (FRA)                                     |
| 1909      | Luxembourg                                 | Josef Martinez (FRA)                           | František Erben (BOH) Joseph Czada (BOH) K. Fuchs (BOH)                                   | -                                                       |
| 1911      | Turin                                      | Joseph Czada (BOH)                             | Marcos Torres (FRA)                                                                       | Guido Romano (ITA) Svatopluk Svoboda (BOH)              |
| 1913      | Paris                                      | Marcos Torres (FRA) Joseph Czada (BOH)         | -                                                                                         | A. Demol (BEL) Osvaldo Palazzi (ITA) Josef Sýkora (BOH) |
| 1915-1917 | N'a pas eu lieu (Première Guerre mondiale) | N'a pas eu lieu (Première Guerre mondiale)     | N'a pas eu lieu (Première Guerre mondiale)                                                | N'a pas eu lieu (Première Guerre mondiale)              |
| 1922      | Ljubljana                                  | Leon Štukelj (YUG)                             | Miroslav Klinger (TCH) Stanislav Indruch (TCH) Vladimir Simončič (YUG) Stane Vidmar (YUG) | -                                                       |
| 1926      | Lyon                                       | Leon Štukelj (YUG)                             | Josip Primožič (YUG)                                                                      | Ladislav Vácha (TCH)                                    |
| 1930      | Luxembourg                                 | István Pelle (HUN)                             | Miklós Péter (HUN)                                                                        | Leon Štukelj (YUG)                                      |
| 1934      | Budapest                                   | Ernst Winter (GER)                             | Heinz Sandrock (GER) Georges Miez (SUI)                                                   | -                                                       |
| 1938      | Prague                                     | Michael Reusch (SUI)                           | Alois Hudec (TCH)                                                                         | Walter Beck (SUI)                                       |
| 1942      | N'a pas eu lieu (Seconde Guerre mondiale)  | N'a pas eu lieu (Seconde Guerre mondiale)      | N'a pas eu lieu (Seconde Guerre mondiale)                                                 | N'a pas eu lieu (Seconde Guerre mondiale)               |
| 1950      | Bâle                                       | Paavo Aaltonen (FIN)                           | Vaikko Uthanen (FIN)                                                                      | Walther Lehmann (SUI) Josef Stalder (SUI)               |
| 1954      | Rome                                       | Valentin Muratov (URS)                         | Helmuth Bantz (FRG) Boris Shakhlin (URS)                                                  | -                                                       |
| 1958      | Moscou                                     | Boris Shakhlin (URS)                           | Albert Azarian (URS)                                                                      | Masao Takemoto (JPN) Yuri Titov (URS)                   |
| 1962      | Prague                                     | Takashi Ono (JPN)                              | Yukio Endo (JPN) Pavel Stolbov (URS)                                                      | -                                                       |
| 1966      | Dortmund                                   | Akinori Nakayama (JPN)                         | Yukio Endo (JPN)                                                                          | Takashi Mitsukuri (JPN)                                 |
| 1970      | Ljubljana                                  | Eizo Kenmotsu (JPN)                            | Akinori Nakayama (JPN)                                                                    | Klaus Köste (GDR) Takuji Hayata (JPN)                   |
| 1974      | Varna (Bulgarie)                           | Eberhard Gienger (FRG)                         | Wolfgang Thuene (GDR)                                                                     | Eizo Kenmotsu (JPN) Andrzej Szajna (POL)                |
| 1978      | Strasbourg                                 | Shigeru Kasamatsu (JPN)                        | Eberhard Gienger (FRG)                                                                    | Stojan Deltchev (BUL) Gennadi Kryssin (URS)             |
| 1979      | Fort Worth                                 | Kurt Thomas (USA)                              | Alexander Tkatchev (URS)                                                                  | Alexander Dityatin (URS)                                |
| 1981      | Moscou                                     | Alexander Tkatchev (URS)                       | Eberhard Gienger (FRG) Arthur Akopian (URS)                                               | -                                                       |
| 1983      | Budapest                                   | Dimitri Bilozertchev (URS)                     | Philippe Vatuone (FRA) Alexandre Pogorelov (URS)                                          | -                                                       |
| 1985      | Montréal                                   | Tong Fei (CHN)                                 | Sylvio Kroll (GDR)                                                                        | Mitsuaki Watanabe (JPN)                                 |
| 1987      | Rotterdam                                  | Dimitri Bilozertchev (URS)                     | Curtis Hibbert (CAN)                                                                      | Holger Behrendt (GDR) Zsolt Borkai (HUN)                |
| 1989      | Stuttgart                                  | Li Chunyang (CHN)                              | Vladimir Artemov (URS)                                                                    | Yukio Iketani (JPN)                                     |
| 1991      | Indianapolis                               | Li Chunyang (CHN) Ralf Buechner (GER)          | -                                                                                         | Vitali Scherbo (URS)                                    |
| 1992      | Paris                                      | Grigory Misutin (CEI)                          | Li Jing (CHN)                                                                             | Igor Korobchinski (CEI)                                 |
| 1993      | Birmingham                                 | Sergei Charkov (RUS)                           | Marius Gherman (ROU)                                                                      | Zoltán Supola (HUN)                                     |
| 1994      | Brisbane                                   | Vitali Scherbo (BLR)                           | Zoltán Supola (HUN)                                                                       | Ivan Ivankov (BLR)                                      |
| 1995      | Sabae                                      | Andreas Wecker (GER)                           | Yoshiavaki Hatakeda (JPN)                                                                 | Krasimir Dounev (BUL) Zhang Jinjing (CHN)               |
| 1996      | San Juan                                   | Jesus Carballo (ESP)                           | Krasimir Dounev (BUL)                                                                     | Vitali Scherbo (BLR)                                    |
| 1997      | Lausanne                                   | Jani Tanskanen (FIN)                           | Jesus Carballo (ESP)                                                                      | Olexander Beresh (UKR)                                  |
| 1999      | Tianjin                                    | Jesus Carballo (ESP)                           | Alexander Jelkov (CAN)                                                                    | Yang Wei (CHN)                                          |
| 2001      | Gand                                       | Vlasios Maras (GRE)                            | Olexander Beresh (UKR) Philippe Rizzo (AUS)                                               | -                                                       |
| 2002      | Debrecen                                   | Vlasios Maras (GRE)                            | Ivan Ivankov (BLR)                                                                        | Aljaz Pegan (SVN)                                       |
| 2003      | Anaheim                                    | Takehiro Kashima (JPN)                         | Igor Cassina (ITA)                                                                        | Alexei Nemov (RUS)                                      |
| 2005      | Melbourne                                  | Aljaz Pegan (SVN)                              | Yann Cucherat (FRA)                                                                       | Valeri Goncharov (UKR)                                  |
| 2006      | Aarhus                                     | Philippe Rizzo (AUS)                           | Aljaz Pegan (SVN)                                                                         | Vlasios Maras (GRE)                                     |
| 2007      | Stuttgart                                  | Fabian Hambüchen (GER)                         | Aljaz Pegan (SVN)                                                                         | Hisashi Mizutori (JPN)                                  |
| 2009      | Londres                                    | Zou Kai (CHN)                                  | Epke Zonderland (NED)                                                                     | Igor Cassina (ITA)                                      |
| 2010      | Rotterdam                                  | Zhang Chenglong (CHN)                          | Epke Zonderland (NED)                                                                     | Fabian Hambüchen (GER)                                  |
| 2011      | Tokyo                                      | Zou Kai (CHN)                                  | Zhang Chenglong (CHN)                                                                     | Kohei Uchimura (JPN)                                    |
| 2013      | Anvers                                     | Epke Zonderland (NED)                          | Fabian Hambüchen (GER)                                                                    | Kōhei Uchimura (JPN)                                    |
| 2014      | Nanning                                    | Epke Zonderland (NED)                          | Kōhei Uchimura (JPN)                                                                      | Marijo Možnik (CRO)                                     |
| 2015      | Glasgow                                    | Kōhei Uchimura (JPN)                           | Danell Leyva (USA)                                                                        | Manrique Larduet (CUB)                                  |
| 2017      | Montréal                                   | Tin Srbić (CRO)                                | Epke Zonderland (NED)                                                                     | Bart Deurloo (NED)                                      |
| 2018      | Doha                                       | Epke Zonderland (NED)                          | Kōhei Uchimura (JPN)                                                                      | Sam Mikulak (USA)                                       |
| 2019      | Stuttgart                                  | Arthur Mariano (BRA)                           | Tin Srbic (CRO)                                                                           | Artur Dalaloyan (RUS)                                   |
| 2021      | Kitakyūshū                                 | Hu Xuwei (CHN)                                 | Daiki Hashimoto (JPN)                                                                     | Brody Malone (USA)                                      |
| 2022      | Liverpool                                  | Brody Malone (USA)                             | Daiki Hashimoto (JPN)                                                                     | Arthur Mariano (BRA)                                    |
| 2023      | Anvers                                     | Daiki Hashimoto (JPN)                          | Tin Srbić (CRO)                                                                           | Su Weide (CHN)                                          |

## Tableau des médailles
Tableau mis à jour après les championnats du monde de 2023.
| Rang  | Nation          | Or | Argent | Bronze | Total |
| ----- | --------------- | -- | ------ | ------ | ----- |
| 1     | Japon           | 7  | 8      | 9      | 24    |
| 2     | Russie          | 7  | 7      | 7      | 21    |
| 3     | Chine           | 7  | 2      | 3      | 12    |
| 4     | Allemagne       | 5  | 7      | 3      | 15    |
| 5     | France          | 5  | 6      | 3      | 14    |
| 6     | Bohême          | 3  | 3      | 2      | 8     |
| 7     | Pays-Bas        | 3  | 3      | 1      | 7     |
| 8     | Yougoslavie     | 2  | 3      | 1      | 6     |
| 9     | États-Unis      | 2  | 1      | 2      | 5     |
| 10    | Finlande        | 2  | 1      | -      | 3     |
| 10    | Espagne         | 2  | 1      | -      | 3     |
| 12    | Grèce           | 2  | -      | 1      | 3     |
| 13    | Slovénie        | 1  | 3      | 0      | 4     |
| 14    | Hongrie         | 1  | 2      | 2      | 5     |
| 15    | Croatie         | 1  | 2      | 1      | 4     |
| 16    | Suisse          | 1  | 1      | 3      | 5     |
| 17    | Biélorussie     | 1  | 1      | 2      | 4     |
| 18    | Australie       | 1  | 1      | -      | 2     |
| 19    | Brésil          | 1  | -      | 1      | 2     |
| 20    | Tchécoslovaquie | -  | 3      | 1      | 4     |
| 21    | Canada          | -  | 2      | -      | 2     |
| 22    | Italie          | -  | 1      | 3      | 4     |
| 23    | Bulgarie        | -  | 1      | 2      | 3     |
| 23    | Ukraine         | -  | 1      | 2      | 3     |
| 25    | Belgique        | -  | 1      | 1      | 2     |
| 26    | Roumanie        | -  | 1      | -      | 1     |
| 27    | Pologne         | -  | -      | 1      | 1     |
| 27    | Cuba            | -  | -      | 1      | 1     |
| Total | Total           | 56 | 58     | 52     | 166   |